# Nieva de Cameros
Nieva de Cameros è un comune spagnolo di 100 abitanti situato nella comunità autonoma di La Rioja.